# بلومبرگ (نیدرزاکسن)
بلومبرگ (به آلمانی: Blomberg) یک شهر در آلمان است که در ویتموند واقع شده‌است. بلومبرگ ۱٬۵۰۱ نفر جمعیت دارد.